# Divize E 2020/2021
Divize E 2020/21 byla 30. ročníkem moravskoslezské Divize E, která je jednou ze skupin 4. nejvyšší soutěže ve fotbale v Česku. Tento ročník začal v sobotu 8. srpna 2020 úvodními zápasy 1. kola a skončil z rozhodnutí VV FAČR dne 4. května 2021.

## Formát soutěže
V sezóně se mělo utkat 14 týmů každý s každým dvoukolovým systémem podzim–jaro, ale soutěžní ročník byl předčasně ukončen. 

## Změny proti předchozímu ročníku
- Z MSFL 2019/20 nesestoupila žádná mužstva.
- Z předchozího ročníku se nesestupovalo a zároveň nikdo nepostoupil z nižších soutěží.
- Z Divize F bylo přesunuto mužstvo TJ Valašské Meziříčí a do divize D byl přesunuto mužstvo FK Hodonín.

## Průběžná tabulka
Konečná tabulka při ukončení soutěže dne 4. května 2021.
| Poř. | Tým                      | Z  | V | R | P | VG | OG | B  |
| ---- | ------------------------ | -- | - | - | - | -- | -- | -- |
| 1.   | FC TVD Slavičín          | 9  | 7 | 0 | 2 | 22 | 9  | 21 |
| 2.   | TJ Tatran Všechovice     | 10 | 7 | 0 | 3 | 19 | 18 | 21 |
| 3.   | SK Hranice               | 9  | 6 | 1 | 2 | 27 | 9  | 19 |
| 4.   | TJ Skaštice              | 10 | 6 | 1 | 3 | 22 | 16 | 19 |
| 5.   | 1. FC Viktorie Přerov    | 10 | 6 | 0 | 4 | 26 | 22 | 18 |
| 6.   | FK Kozlovice             | 10 | 5 | 2 | 3 | 19 | 15 | 17 |
| 7.   | TJ Slovan Bzenec         | 9  | 5 | 1 | 3 | 15 | 18 | 16 |
| 8.   | FC Vsetín                | 10 | 3 | 4 | 3 | 12 | 10 | 13 |
| 9.   | FC Strání                | 10 | 4 | 1 | 5 | 12 | 12 | 13 |
| 10.  | FK Šumperk               | 9  | 3 | 1 | 5 | 18 | 17 | 10 |
| 11.  | TJ Valašské Meziříčí (N) | 10 | 2 | 3 | 5 | 15 | 19 | 9  |
| 12.  | 1. HFK Olomouc           | 10 | 3 | 0 | 7 | 16 | 24 | 9  |
| 13.  | FK Nové Sady             | 10 | 2 | 2 | 6 | 13 | 20 | 8  |
| 14.  | FC Brumov                | 10 | 1 | 0 | 9 | 9  | 37 | 3  |

- Z = Odehrané zápasy; V = Vítězství; R = Remízy; P = Prohry; VG = Vstřelené góly; OG = Obdržené góly; B = Body; (S) = Mužstvo sestoupivší z vyšší soutěže; (N) = Mužstvo postoupivší z nižší soutěže (nováček)

|  | Postup do MSFL 2021/22                      |
|  | Sestup do Přeboru Olomouckého kraje 2021/22 |
|  | Sestup do Přeboru Zlínského kraje 2021/22   |